# CoreSaver
CoreSaver とは、
ハッシュを原則としたインデックス方式のため、データ件数の大小に関わらず処理速度が変わらない構造を持つ
メモリデータベースの事である。

## アプリケーション・インターフェース
- C言語のデータアクセス関数
- 簡易SQL

## 特性
- ディスクは最新ジャーナル、ログ、バックアップだけに利用されるため、最小のディスクI/Oしか発生しない